# Ceratopetalum apetalum
Espèce
Classification phylogénétique
Ceratopetalum apetalum est une espèce d'arbre de la famille des Cunoniaceae. Il est de taille moyenne au bois dur, au tronc droit doucement parfumé, à l'écorce grisâtre. Il pousse habituellement à une hauteur de 15 à 25 mètres, mais des spécimens exceptionnels peuvent atteindre 40 mètres de haut et vivent depuis des siècles.
Il est originaire d'Australie orientale dans les forêts ombrophiles du centre et du nord du littoral de la Nouvelle-Galles du Sud et du sud du Queensland où on le trouve souvent sur les sols de moindre qualité dans les ravines et les ruisseaux et il pousse souvent en peuplements presque purs.
La tige a des marques horizontales qui entourent souvent le tronc. Les plus gros arbres ont des court contreforts. Le bois de cœur est attrayant avec une couleur allant du rose pâle au brun-rosâtre. L'aubier n'est pas toujours distinguable. Le grain est droit, à la texture fine et régulière. Sur sa face tangentielle, le bois est souvent très dessiné. Le bois a une odeur caractéristique de caramel.
Son bois est léger et facile à travailler. Il est utilisé pour les planchers, meubles et ébénisterie, l'aménagement intérieur, le travail au tour, les crosses des armes à feu, la sculpture sur bois, le placage ainsi que les longerons et les mâts pour les bateaux. La salle d'audience numéro trois de la Haute Cour d'Australie est joliment meublée avec ce bois.

## Galerie

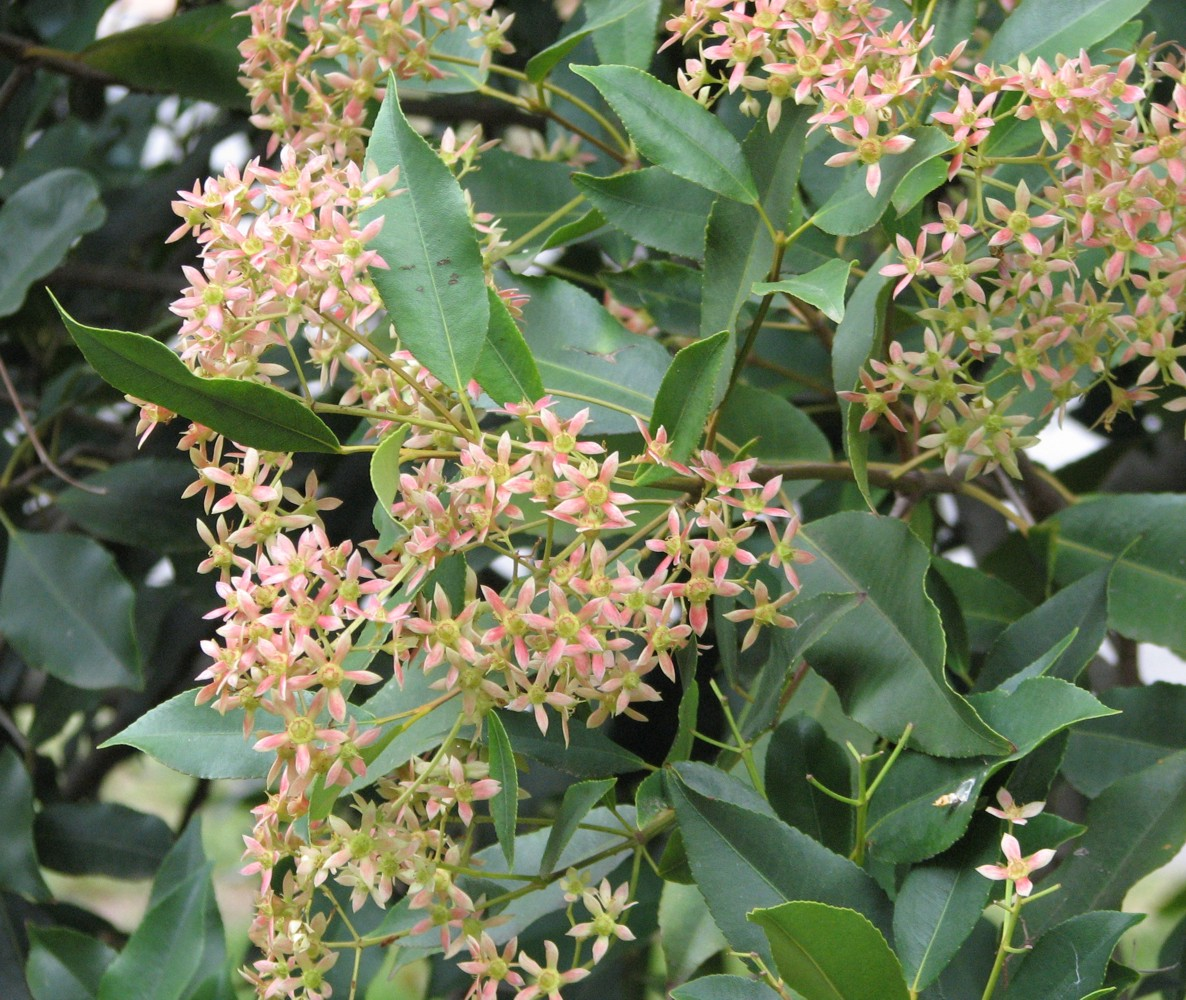
Feuillage et sépales rouges
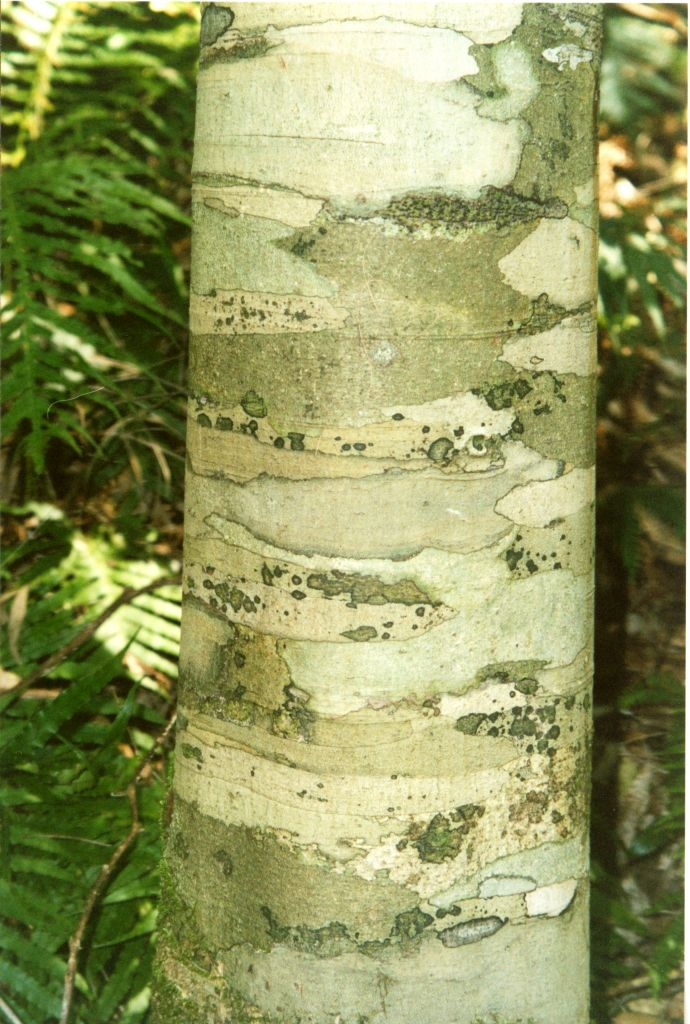
Écorce
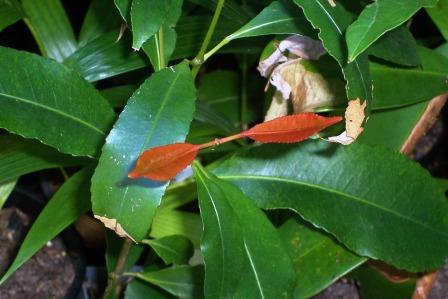
Feuilles